# Кара-Калпакская автономная область
Кара-Калпа́кская автоно́мная о́бласть (каракалп. قاراقالپاق موختار آبلسی, каз. Қарақалпақ автономиялы облысы, узб. Qoraqalpoq avtonom viloyati / Қорақалпоқ автоном вилояти) — административно-территориальная единица Казахской АССР в составе РСФСР в 1925—1929 годах, и непосредственно автономная область в прямом подчинении РСФСР в 1930—1932 годах. Административным центром и крупнейшим городом Кара-Калпакской АО являлся город Турткуль. Вторым по размеру городом являлся Нукус. Население АО по данным Всесоюзной переписи 1926 года составляло 304 тысячи человек.

## История
Созданию Кара-Калпакской автономной области предшествовала организация Казахско-каракалпакского отделения при Хорезмском ЦИК. Казахско-каракалпакское отделение было образовано в 1920 году решением 1-го съезда Советов Хорезмской республики с целью решения общих проблем каракалпакского и казахского народов. В октябре 1923 года на 3-м съезде Советов Хорезмской республики было принято постановление об образовании Казахско-каракалпакского автономного округа и преобразовании города Ходжейли в его центр. В мае 1924 года 4-й съезд Советов республики вынес решение об образовании автономии.
Важную роль в процессе создания автономии сыграл
Аллаяр Досназаров, который возглавил Оргбюро по образованию Кара-Калпакской автономной области. Он активно способствовал развитию национального самоуправления, подготовке кадров и становлению образовательной системы региона.
Кара-Калпакская АО была образована 16 февраля 1925 года (фактически в 1924 году) из территории Амударьинской области Туркестанской АССР, а также из части бывшей Киргиз-Каракалпакской автономной области Хорезмской Социалистической Советской Республики.
До получения официального статуса занимала только части территорий Туркестанская АССР и Хорезмская ССР. В 1929 году в состав автономной области включена часть территории упразднённого Адаевского уезда
Современный Устюрт(Кунградский Район). Первоначально входила в состав Киргизской (с марта 1925 называлась Казакской АССР), а в 1930 году была переведена в непосредственное подчинение РСФСР.

20 марта 1932 года преобразована в Кара-Калпакскую АССР. 5 декабря 1936 года передана в состав Узбекской ССР.

## Население
Этнический состава населения Кара-Калпакской АО по данным Всесоюзной переписи 1926 года.
| национальность | чел.   | %        |
| -------------- | ------ | -------- |
| Всего          | 304539 | 100,00 % |
| каракалпаки    | 116125 | 38,13 %  |
| казахи         | 85782  | 28,17 %  |
| узбеки         | 84099  | 27,62 %  |
| туркмены       | 9686   | 3,18 %   |
| русские        | 4924   | 1,62 %   |
| татары         | 884    | 0,29 %   |
| персы          | 756    | 0,25 %   |
| украинцы       | 621    | 0,20 %   |
| арабы          | 489    | 0,16 %   |
| киргизы        | 277    | 0,09 %   |
| таджики        | 67     | 0,02 %   |
| евреи          | 62     | 0,02 %   |
| другие         | 767    | 0,25 %   |